# 臺南神社
臺南神社為1923年設立於臺灣臺南市南門町（今臺南市中西區）的神社，神苑還包含了1901年設立的御遺跡所。臺南神社主祭北白川宮能久親王，為台灣的唯二官幣社之一，社格僅次於臺灣神宮。臺南神社在二戰後廢社，改做臺南忠烈祠，神社建築於民國五十八年（1969年）拆除，現址為臺南市美術館2館（內苑）及忠義國小（外苑）。

## 歷史
臺南神社所在的古地名為檨仔林（suāinn-á-nâ，芒果林之意），原為臺南豪族吳汝祥之宅邸「宜秋山館」，於1901年先作為北白川宮親王御遺跡所及臺南博物館，1922年在御遺跡所東側新建神社、1923年完工（同年10月28日鎮座）、1925年10月31日列為官幣中社。戰後改神社為忠烈祠，1969年神社建築本體遭拆除改為體育館，1991年改為公十一停車場，2019年原址之上臺南市美術館2館落成。神社外苑現為忠義國小，近年鄰近之忠義國小改建校舍發掘部分殘蹟，如神社之石橋（戰後賦名成功橋），並已完成修復。

### 草創初期

#### 御遺跡所 (1901)
1895年日本皇族北白川宮能久親王奉明治天皇之命率領近衛師團來接收臺灣，其在1895年5月29日於澳底登陸台灣，但之後在臺人激烈抗爭之下發生了乙未戰爭。其一行人一路南下，行經基隆、台北、新竹、彰化等地，途中因戰事和衛生不適應等因素，許多人已戰死或病倒。北白川宮能久親王在10月18日抵達後壁安溪寮時，已有輕微感冒和發燒，之後在10月20日抵達灣裡（善化），在10月21日抵達大目降（新化），並在10月22日被擔架抬著從大東門進入台南城，居住在安海街的張紹芬宅邸，並在此與分別自布袋、枋寮登陸台灣的伏見宮貞愛親王、乃木希典會合見面。在日軍進入台南市區後，莊雅橋街豪商吳汝祥之邸「宜秋山館」作為近衛師團司令部，而北白川宮能久親王在隔日10月23日移住此處，並在10月28日於宜秋山館宅第南側的廂房去世，死因據官方記載為瘧疾（也有一說在新竹牛埔山即去世），其靈柩於隔日由西京丸在軍艦吉野的護航下自安平送回日本。
在北白川宮能久親王去世後，台灣總督府便計畫設立官幣社以紀念能久親王。1896年1月，貴族院通過了用國費在台灣建立神社的建議案。1897年9月，臺灣總督乃木希典設置了「故北白川宮殿下神殿建設取調委員會」，以調查臺灣神社的建設地點，在調查台南、基隆和台北三地後，最後選定在臺北圓山設立臺灣神社。至於在台南，則是由市民關善次郎作為代表向臺南縣知事磯貝靜藏提出保存御遺跡，故由臺南縣知事磯貝靜藏和混成第三旅團長高井敬義於1899年11月向總督府提出了「御遺跡所保存工事」。1900年3月，磯貝靜藏委託技師河野市次郎和技手明田藤吉修繕北白川宮親王的「御寢室」以盡量保持舊貌地修繕，並增設瑞籬和拜殿、手水屋、敷石等設施，保留北白川宮親王用過的鐵製西洋式御寢臺（宜秋山館既有）、竹製擔架、藺蓆、毛布、木製支那式寢臺（彰化駐營時使用）。宜秋山館在整修後仍作為旅團司令部，部分空間則內定規劃作為博物館。
御遺跡所（今府前路與永福路交叉口，今里民活動中心）的整體工程則是在1901年1月經許可徵收土地和民房，在同年7月7日動工，同年12月24日完工，隔日舉行落成式。御遺跡所在1902年1月改由臺灣神社管理，作為「臺灣神社臺南御遺跡所」（根據1907年《臺南及安平市街圖》，臺南的北白川宮御遺跡所也標有臺灣神社的名稱），並配置兩名神職人員常駐。同年2月26日舉行御遺跡所工事竣工奉告祭。據1901年5月30日《臺灣日日新報》漢文版的報導，御遺跡所工程原來準備進口廈門杉木，但因經費過高改用阿里山木，但經費還是超出500圓，因此包辦本項工程的日本人關善次郎自己出錢彌補差額，並選派臺南縣殖產課員及嘉義辦務署三課員初型採辦，並召用日本本土木匠二名，並預定1901年8月中完工。
擴建後神殿在原北白川宮親王寢殿南側建有靈門、拜殿、神門、手水舍、鳥居、石燈籠、圍籬。整體配置軸線為南北向，面向今府前路。而在御遺跡所完工前，北白川宮親王的遺孀能久親王妃富子在同年11月造訪了此處，當時御寢室以整修完成，根據臺灣日日新報的記載，宮妃由正門之「神門」進來，通過正在建造中的「拜殿」旁邊，而由「靈門」到達「寢殿」，然後到了博物館略事休息。
另外，原設置在大北門外臺灣第二守備隊練兵場的「忠魂碑」於1903年遷至御遺跡所東側，使原在此處的檨仔林朝興宮遭拆除，而神像則安祀在附近民宅（臺南市丙檨仔林街340番地）。

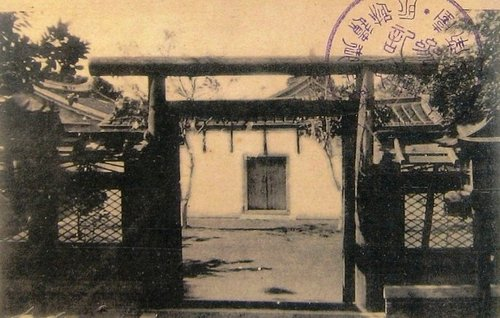
北白川宮親王御遺跡所寢殿 (1901年左右)
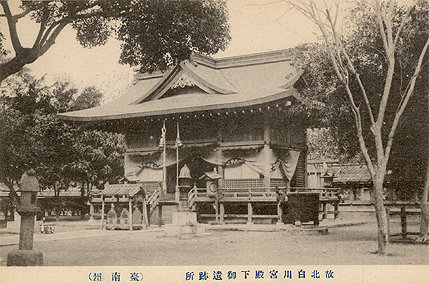
北白川宮親王御遺跡所及拜殿 (1901年左右)
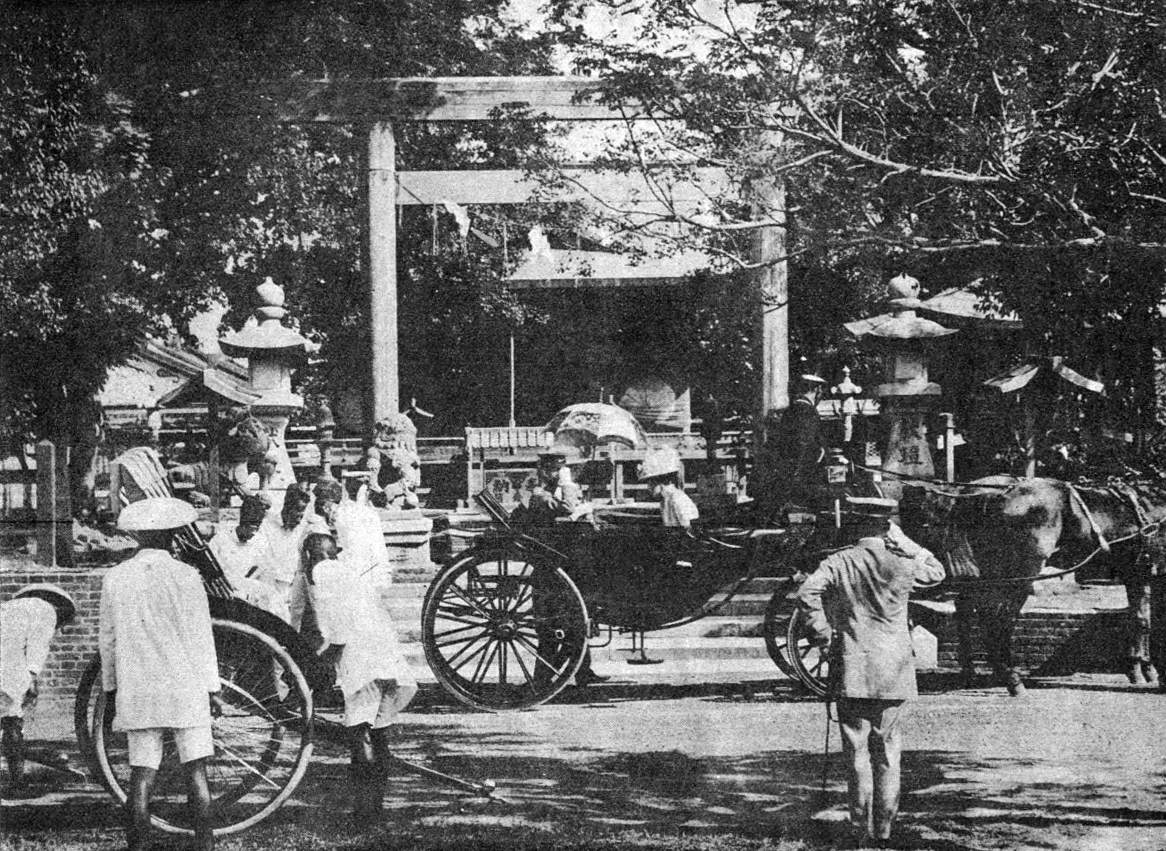
1918年北白川宮成久及其妻參訪臺南御遺跡所之光景
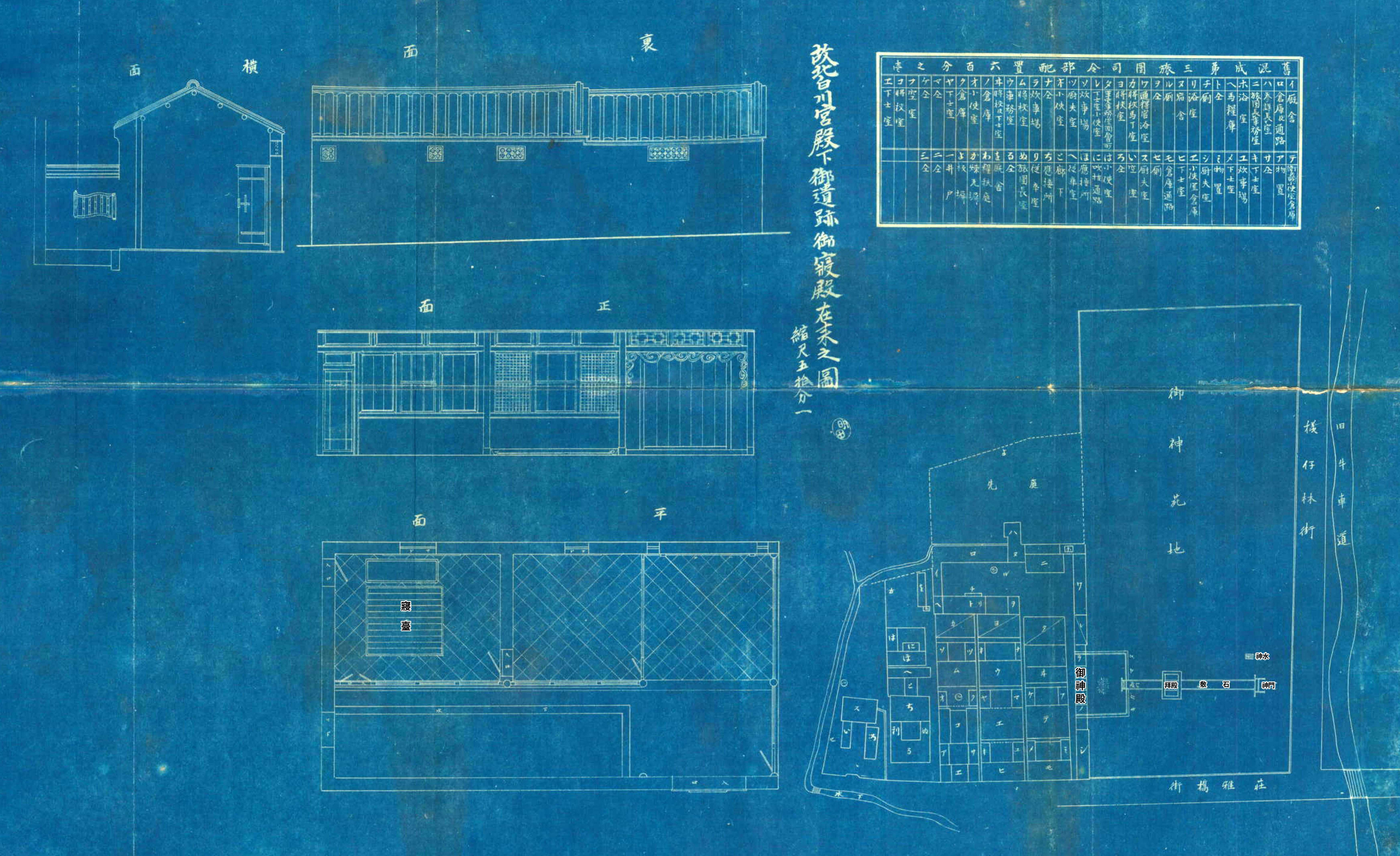
北白川宮御遺跡所、御寢殿、及作為混成旅團司令部的宜秋山館圖，圖上有設計人明田之章

#### 臺南博物館 (1902-1922)

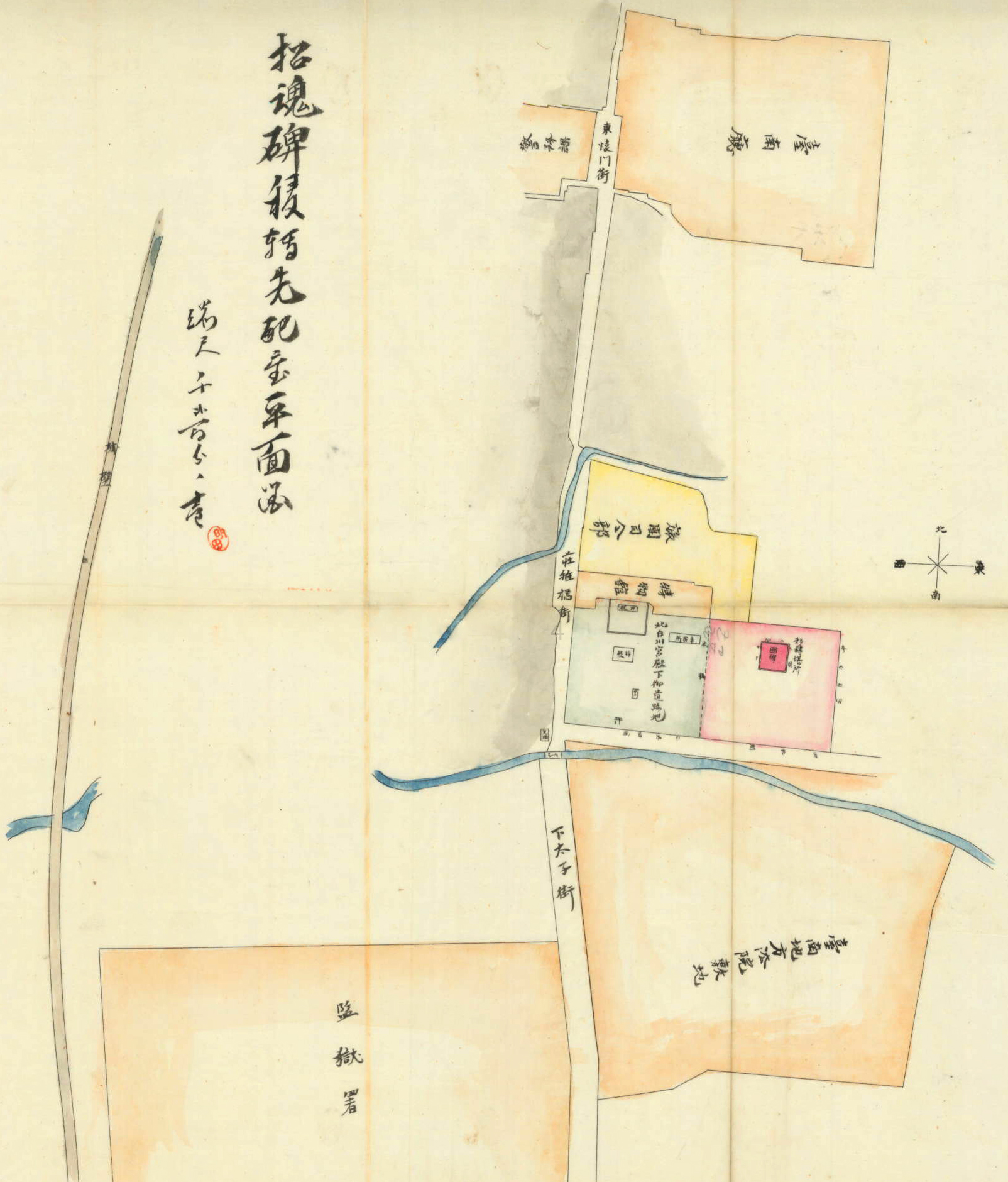
北白川宮御遺跡所、招魂碑、臺南博物館及旅團司令部之位置圖

臺南博物館的建築為吳汝祥所捐獻的閩南式宅第建築宜秋山館之部分空間，博物館展示民情畫作、動植物標本、原住民器具及工藝品等展品，為免費參觀。博物館位於御遺跡所北側，大門入口位於西側（面臨今永福路）。其南側廂房為御遺跡所，宅第部分經整修後做為臺南博物館，在1902年2月26開館，其館藏包含了1899年開設在北勢街的的台南縣物產陳列館的展品，後因台南縣物產陳列館在1901年9月關閉，其展品全部移至位在御遺跡所的臺南博物館展示。在1922年，因興建臺南神社，臺南博物館遷至幸町一丁目6番地（臺南州廳東側）的「兩廣會館」（今國立臺灣文學館旁南門路東側民宅址）重新開館。1923年4月，臺南博物館劃分為「教育博物館」及「商品陳列館」。1927年，新的商品陳列館成立（今中山路臺灣高等法院臺南分院址），兩廣會館原地成為「臺南州立教育博物館」。
1901年（明治34年）臺灣日日新報連載有關臺南縣博物館消息，5月2日：「故北白川宮殿下御遺跡保存地博物館豫定蒐集陳列物品，包括各種內地品、西洋品和本島品等各種、本年經費額中少許用作移置北勢街物品陳列所幾部」；5月30日「臺南所奉故北白川宮殿下御遺跡之處，工事尚在經營之際，其博物館略將告成」；7月18日：「北白川宮殿下御遺跡地內設立博物館一事，新築工事已經著手，不日即可竣工。落成後將收藏陳列教育殖產、古器物、藝術品等」；9月30日漢文版：「臺南縣擬開博物館，卜地於故北川宮殿下遺跡之徬脩築館舍，即從前第三旅團司令部事務室始湧之屋宇。今已大加修繕，其工程殆將告竣，準備開館一切事宜。但該館開館經費無著，經當局審議後乃從本年度教育經費中，以一千二百圓教育用品購入費充作開館費，此外以一千七百餘圓，總計三千餘圓，並編成臺南縣博物館規程和圖書記錄閱覽規程。」臺南博物館是臺灣第一座公共博物館，在1901年11月時由於「廢縣置廳」，將台灣劃為20廳，曾有一段時間為臺灣總督府直接管轄，甚至比1908年成立的臺灣總督府博物館（今國立臺灣博物館）早了七年。

### 臺南神社

#### 神社設立 (1923)

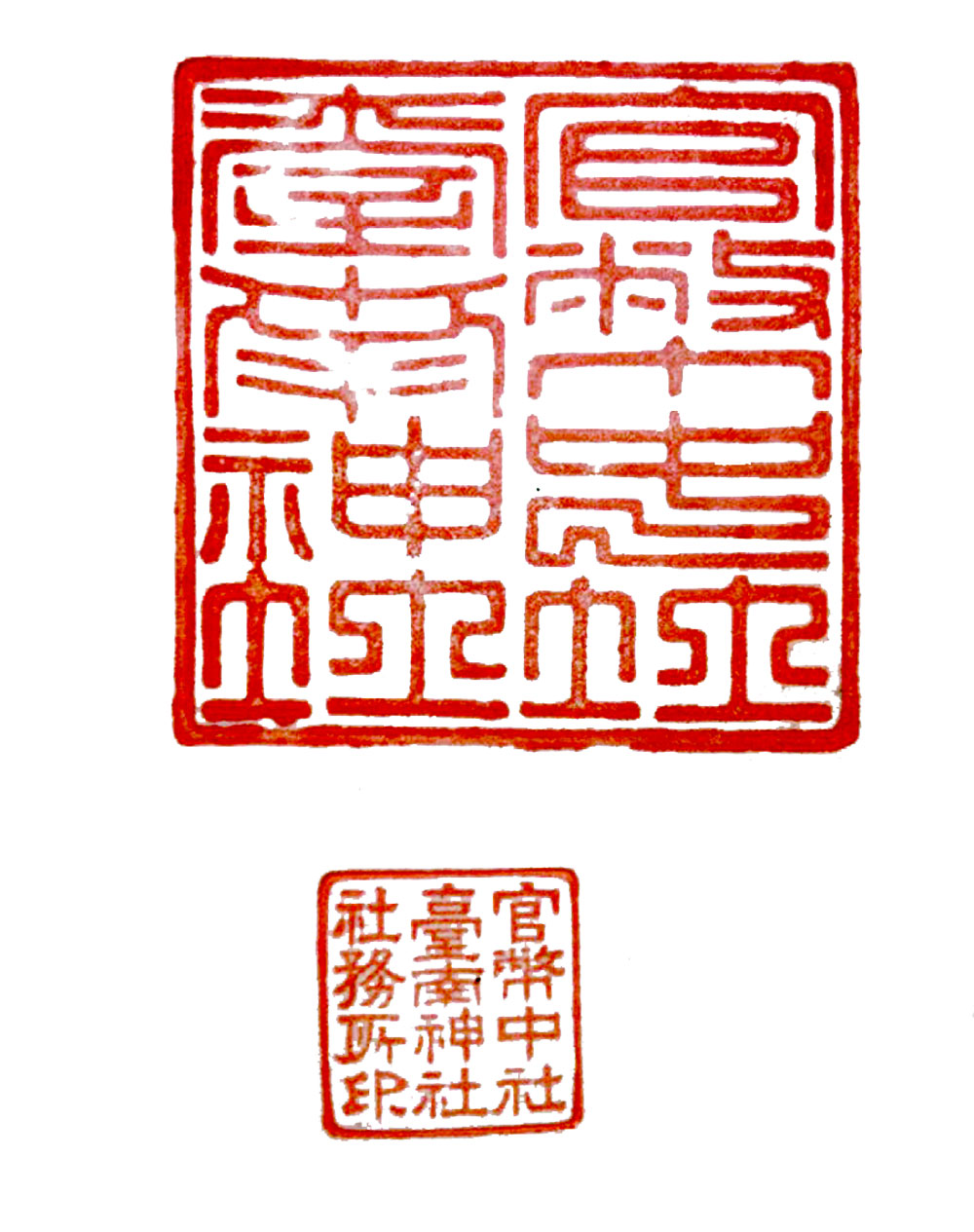
台南神社官印

1918年10月，由田村武七、佐佐木紀綱、越智寅一、里見四郎、許廷光、陳鴻鳴、楊鵬博等人向台灣總督府陳情設立祭祀能久親王的專祠；在1919年7月由臺南新報社長富地近思等人開始了神社建立募款活動；同年10月，提出神社建立申請書，社號為「台南神社」，祭神為能久親王，並在1920年3月經總督府通過，並由臺灣總督府土木局技師森山松之助設計。在總督府徵收土地及地方官民集資後，在御遺跡所東側興建神社，臺南神社在1920年9月動工，而位在台南神社基地的忠魂碑於是在1921年遷到臺南公園西北邊運動場北側。

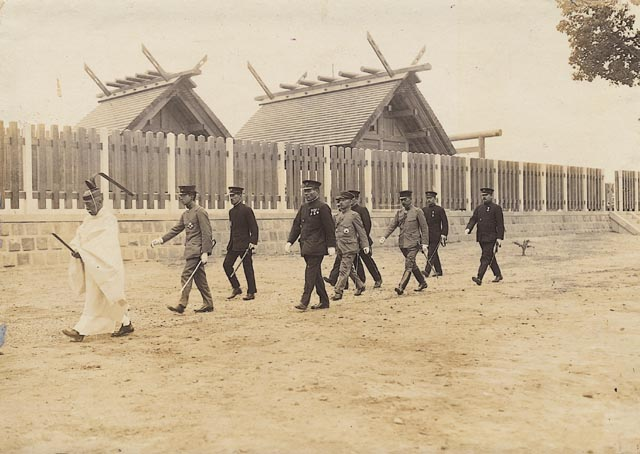
1923年4月20日裕仁皇太子訪問臺灣，經過臺南神社前往西側北白川宮能久親王御遺跡所。

裕仁皇太子曾在神社完工前的1923年4月造訪此處，並手植了一棵榕樹。1923年6月，台南神社竣工，1923年10月28日舉行鎮座式，並由北白川宮家奉納了一付由備前康光製作的太刀，臺南神社工程總花費256,875圓（含土地徵收費6萬圓），祭神為北白宮能久親王，例忌日為能久親王之忌日──10月28日。台南神社占地約六千坪，包含了本殿、拜殿、手水舍、社務所、中門、倉庫等設施，材料皆使用阿里山或八仙山產的檜木，並設有兩座鳥居，神社入口鳥居為鋼筋混凝土造，拜殿前鳥居為木造，社務所和神職宿舍則是由御遺跡所既有建物移築而來。
1923年，法人團體台南公館（臺南公會堂前身）解散，其剩餘的基金便用來製作一座神馬並捐獻予臺南神社；此神馬是由大阪今村銅器鑄造所製作。1924年3月，臺南消防組捐獻了另一座神馬。
- 臺南神社內苑配置圖(約1923年，圖中標記皇太子參拜路線)
- 臺南神社全景
- 臺南神社鳥居及社殿
- 臺南神社鳥居前

#### 列格為官幣中社 (1925)
在臺南神社建設時，日本內務省神社調查會基於「一神一官幣社主義」，因能久親王已是官幣大社台灣神社的祭神，其無法再作為其他官幣社的祭神，故台南神社的社格在鎮座時僅為「無格社」。台灣當局在此後仍期望台南神社能列格為官幣社，於是臺南州知事吉岡荒造在1923年7月向臺灣總督田健治郎提出官幣中社列格申請。台灣總督府的總務長官及內務局長亦多次向日本中央交涉討論列格之事，但礙於內規而仍無結果。直到新臺灣總督伊澤多喜男在1924年9月上任，地方再次向總督府提出列格申請，而總督於1925年5月再由向總理大臣提出列格申請，甚至親赴東京說明台南神社列格之緣由。同年10月22日，內務省神社調查會通過了臺南神社列格案。大正14年（1925年）10月31日的天長節當日，台南神社列格為「官幣中社」。於同年11月25日由伊澤多喜男總督擔任敕使舉行列格奉告祭。臺南神社列格後，北白川宮家獻納了能久親王相片、御筆「堅苦」兩字之書法、蚊帳、軍用行李、正帽、正衣袴、肩章、飾帶等物品。於1933年，愛國婦人會臺南支部為了紀念臺南神社設立十周年，募款在臺南神社社務所西側新建一大型神樂殿；1934年5月，臺南神社神樂殿竣工。

#### 外苑擴建 (1936)
在臺南神社設立之時，原計畫設置廣大的神苑，但囿於經費而未實現。在1933年台南神社設立十周年之際，當局便決定擴建台南神社外苑，使得多年來的神社外苑擴建計畫得以實現，並組成了「官幣中社臺南神社奉贊會」，由總督中川健藏擔任名譽顧問，台南州知事今川淵擔任會長。 外苑計畫向東延伸到臺南孔子廟的範圍，且須徵收部分民有地及建築。神苑擴建預算約35萬圓，其中20萬圓由台南州、市補助，其餘由大眾捐款募資。為了外苑擴建，需徵收11,065坪土地，其中民有地約4,500坪，孔廟的地約3,800坪。神苑土地在1935年3月徵收完成，而外苑擴張工程分為兩期，第一期在1935年9月13日舉行地鎮祭動工，第二期工程由文部省神社局委託著名造園家本郷高徳設計，並由臺南州下的各青年團從事奉仕事業參與興建，外苑還包含了1936年2月動工的臺南武德殿。1936年10月24日，台南神社舉行神苑落成奉告祭，並在神苑內新落成的臺南武德殿舉行臺南神社神苑落成奉納武道大會的劍道和柔道比賽。另外，台南神社東側的末廣公學校因校舍不敷使用，已自1929年逐漸在桶盤淺興建新校舍（今進學國小址），並在1932年9月全部完工。在外苑完工後，於1937年5月，在神社外苑西南角新設了休憩所，並設有廁所、洗臉台等設施以便參拜者使用及休息。轉任臺北州知事的今川淵在1936年9月向臺南神社捐獻了一座「神苑碑」。1937年4月，台南市木材商佐佐木紀綱和越智鐵工所的越智寅一向臺南神社捐獻了一座花崗岩製的鳥居，以代替拜殿前木造的第三鳥居。此鳥居委託山口縣的石匠中村藤兵衛製作，並經貨船臺東丸於3月28日運送製安平運河船溜（今河樂廣場）。
此時的臺南神社佔地遼闊，整體配置軸線為東西向，神社內苑入口位於東側（今忠義路上）。神社內苑的範圍大約為現今的臺南美術館，為傳統日本神社的建築，在1941年時的社殿及附屬建物有：本殿、中門、拜殿、透塀、玉垣、神樂殿、社務所、手水舍、參集所、鳥居3座、祭器庫，其中本殿為神明造的建築形式，本殿後方（西側）則是御遺跡所。外苑則大約位於現今的忠義國小校內，內佈置日式風格的庭園造景。
- 1930年代左右臺南神社地圖（含北白川宮御遺跡所）
- 臺南神社外苑（今成功橋）
- 臺南神社寶物（寢臺、擔架、藺蓆、臥榻）

### 第二次世界大戰後

#### 忠烈祠 (1946-1969)及學校 (1946-)

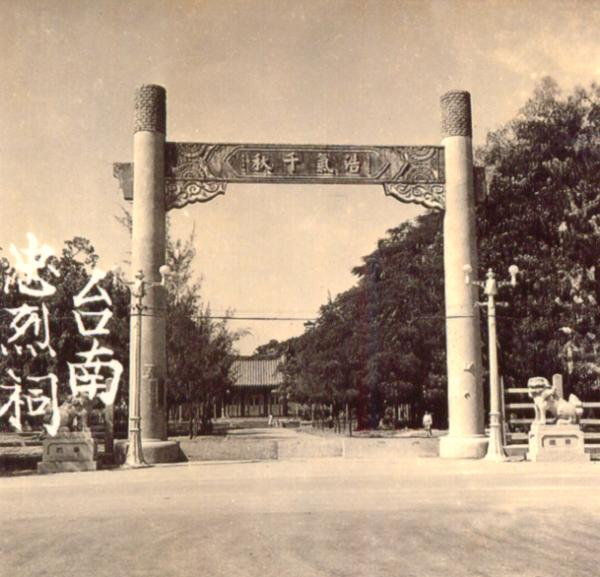
二次大戰後將台南神社改建成忠烈祠

第二次世界大戰後，臺南神社於1946年改為忠烈祠，入口的鳥居改為刻著「浩氣千秋」四個大字之牌坊；1952年，救國團駐進內苑右側。臺南神社外苑則在1946年改建為「臺南市立中學」（今大成國中前身）；於1953年因臺南市立中學的校地不敷使用，故與逢甲國民學校換地，而逢甲國民學校同時改名為「忠義國民學校」，即今忠義國小，原有的外苑造景因學校擴建而逐漸拆除。
臺南忠烈祠持續地使用至1969年後，忠烈祠遷移至健康路體育公園東北角，名為「國民革命忠烈祠」，原忠烈祠改建為體育館。

#### 實踐堂 (1955-)及體育館 (1970-1991)
原御遺跡所在1955年被拆除改建為成大建築系教授金長銘設計的國民黨台南市黨部（實踐堂）。實踐堂在1995年移交予市政府，在2010年改作為永福、小西、三民里聯合活動中心至今。忠烈祠在遷出後，由當年的市長林錫山將其改建成市立體育館，而原臺南神社建築則被拆除，體育館在1970年完工。

#### 公園及停車場 (1991-2015)

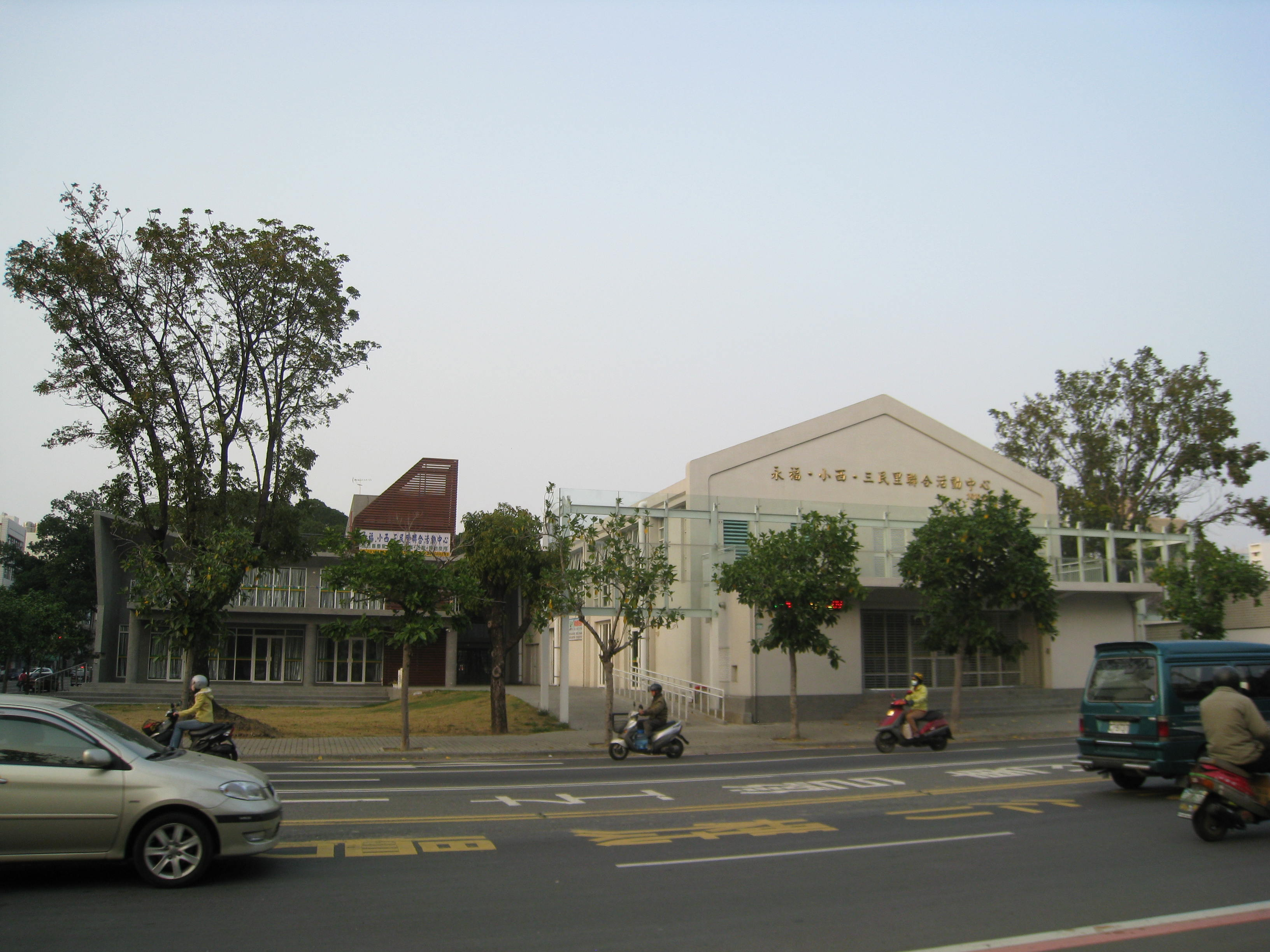
北白川宮親王御遺跡所現狀之活動中心

1991年7月體育館由市長施治明下令拆除，依都市計畫第11號公園改建為公園及地下停車場。被拆除後的臺南神社僅留有少許遺跡及物件，包含與忠烈祠一同搬遷的銅馬與狛犬，以及位於忠義國小內的臺南神社社務所、成功泉、武德殿。2005年7月1日武德殿進行整修工程時，發掘昔日神社外苑所遺留之拱型橋乙座，並刻有「成功橋」三字，題名者為臺南市立中學校長楊德鈞之名。稍後市政府稍加變更設計，保留橋面並恢復昔日成功溪原貌。

#### 美術館 (2019-)
位於臺南神社原址的停車場在2011年被選定作為臺南市立美術館館址，其在2015年動工，2019年完工，為日本建築師坂茂設計的為台南市立美術館2館。

## 社徽

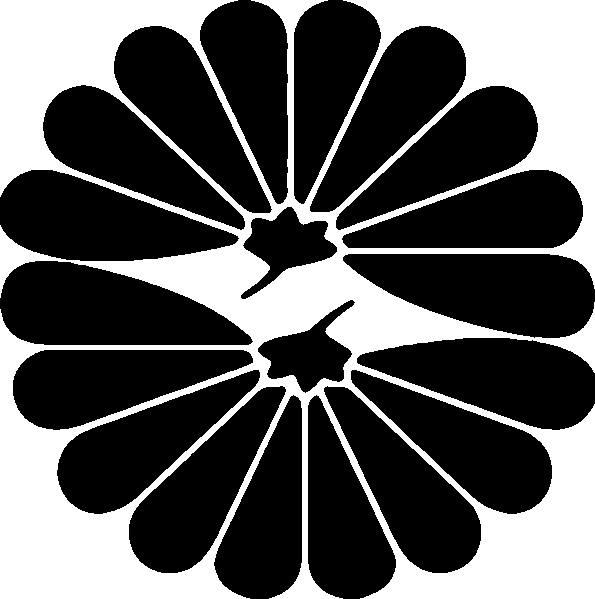
台南神社社徽採用北白川宮家紋，為兩朵側面看的菊花。

臺南神社的社徽採用北白川宮家的菊紋，在臺南神社鎮座後的1923年11月，由北白川宮家許可使用。

## 祭典
臺南神社的例祭日定在10月28日，此外尚有以下的祭典：
- 歲旦祭：1月1日
- 元始祭：1月3日
- 紀元節：2月11日
- 祈年祭：2月17日
- 春季皇靈祭遙拜：春分
- 祭神御靈誕生日祭：4月1日
- 神武天皇祭遙拜：4月3日
- 祭神宇品御出發日祭：4月10日
- 天長節：4月29日
- 同澳底御上陸日祭：5月31日
- 基隆御占領日祭：6月3日
- 臺北御入城日祭：6月11日
- 始政紀念祭：6月17日
- 大祓祭：6月30日
- 明治天皇祭遙拜：7月30日
- 南勢山御露營日祭：8月8日
- 彰化御入城日祭：8月28日
- 秋祭皇靈祭遙拜：秋分
- 嘉義御入城日祭：10月9日
- 神嘗祭遙拜：10月17日
- 臺南御入城日祭：10月22日
- 御鎮座祭：10月28日
- 新嘗祭：11月23日
- 大祓祭：12月31日
- 除夜祭：12月31日

另外每月1日與15日會舉辦小祭，每月28日會舉辦月次祭。

## 神職人員
臺南神社在升格為官幣中社前，其神職人員由臺灣神社分派兼任。
| 姓名                                          | 任期      | 籍貫 | 備註                                                  |
| --------------------------------------------- | --------- | ---- | ----------------------------------------------------- |
| 臺灣神社臺南御遺跡所主典 (由臺灣神社主典兼任) |           |      |                                                       |
| 鈴村讓                                        | 1902-1914 | 愛媛 |                                                       |
| 細谷十二郎                                    | 1914-1917 | 三重 |                                                       |
| 室井常磐                                      | 1917-1920 | 福島 |                                                       |
| 鈴村讓                                        | 1920-1923 | 愛媛 |                                                       |
| 臺南神社宮司                                  |           |      |                                                       |
| 鈴村讓                                        | 1923-1925 | 愛媛 | 1923年10月兼任台南神社社掌 1925年10月兼任台南神社彌宜 |
| 山口透                                        | 1925-1926 | 福井 | 由臺灣神社宮司兼任                                    |
| 鈴村讓                                        | 1926-1927 | 愛媛 | [ 37 ] [ 38 ]                                         |
| 松本賴光                                      | 1927-1945 | 愛媛 | 原任臺灣神社主典                                      |

## 皇族參拜
臺南神社及御遺跡所為能久親王在臺重要的御遺跡地，故亦為日本皇族來臺視察的重要地點之一。
1. 1901年11月4日，北白川宮能久妃親王富子
2. 1908年10月25日，閑院宮載仁親王，植一榕樹
3. 1910年6月17日，北白川宮輝久王（小松輝久）
4. 1916年4月21日，閑院宮載仁親王夫婦，各植一榕樹
5. 1917年10月26日，北白川宮成久王，各植一菩提樹
6. 1920年10月25日，久邇宮邦彥王，各植一榕樹
7. 1923年4月20日，裕仁皇太子，植一榕樹
8. 1925年6月2日，秩父宮雍仁親王，植一榕樹
9. 1926年4月10日，高松宮宣仁親王，植一榕樹
10. 1926年10月30日，北白川宮能久妃親王富子，植一樹
11. 1927年11月11日，朝香宮鳩彥王，植一樹
12. 1928年5月8日，久邇宮邦彥王
13. 1929年10月28日，東伏見宮依仁親王妃周子，植一樹
14. 1931年6月13日，賀陽宮恒憲王，植一樹
15. 1933年7月10日，久邇宮朝融王，植一樹
16. 1934年9月27日，伏見宮博恭王，植一樹
17. 1934年10月6日，梨本宮守正王，植一樹
18. 1935年10月24日，昌德宮李王垠，植一樹
19. 1937年6月13日，東久彌宮稔彥王
20. 1938年7月3日：竹田宮恆久王妃昌子內親王
21. 1941年3月17日：閑院宮春仁王夫婦

## 現存設施

### 臺南神社休憩所
臺南神社事務所與武德殿一樣為鋼筋混凝土製的仿木構建築，坐南朝北，一層樓高。進入民國時期後曾做為忠義國小校長宿舍與忠義國小附設幼稚園校舍，現在則是忠義國小的圖書館。其在2004年3月17日被指定為市定古蹟。須釐清事務所與社務所不同，日本神社社務所一般配置於神社內苑左前方（面對神社時則為右前方），且昭和11年（1936年）8月14日的《臺灣日日新報》曾報導，臺南神社將於神社外苑西南角建造休憩所，故此建築並非是社務所。

### 臺南武德殿
昭和十一年（1936年），臺南神社外苑東北角興建武德殿，設計者為台南州廳土木課營繕係，緊鄰臺南孔廟，10月24日與神社外苑同時舉行落成典禮。二次大戰後，改為臺南市立中學與忠義國小的禮堂，於民國八十七年（1998年）6月26日被指定為市定古蹟。

### 成功橋、成功溪、成功泉
忠義國小內現稱成功橋、成功溪、成功泉的設施，為當時台南神社外苑的造景之一，而成功溪的溪原河道為清領時代福安坑溪北源，今日成功溪、成功泉之源頭則為臺南孔廟的泮池。成功泉為花崗石造的水泉座，外觀刻有「成功泉」三字，應為二戰後所刻。
- 2005年12月修復中的成功橋
- 修復後的成功橋
- 臺南武德殿
- 臺南神社事務所 (休憩所)

### 炸彈模型

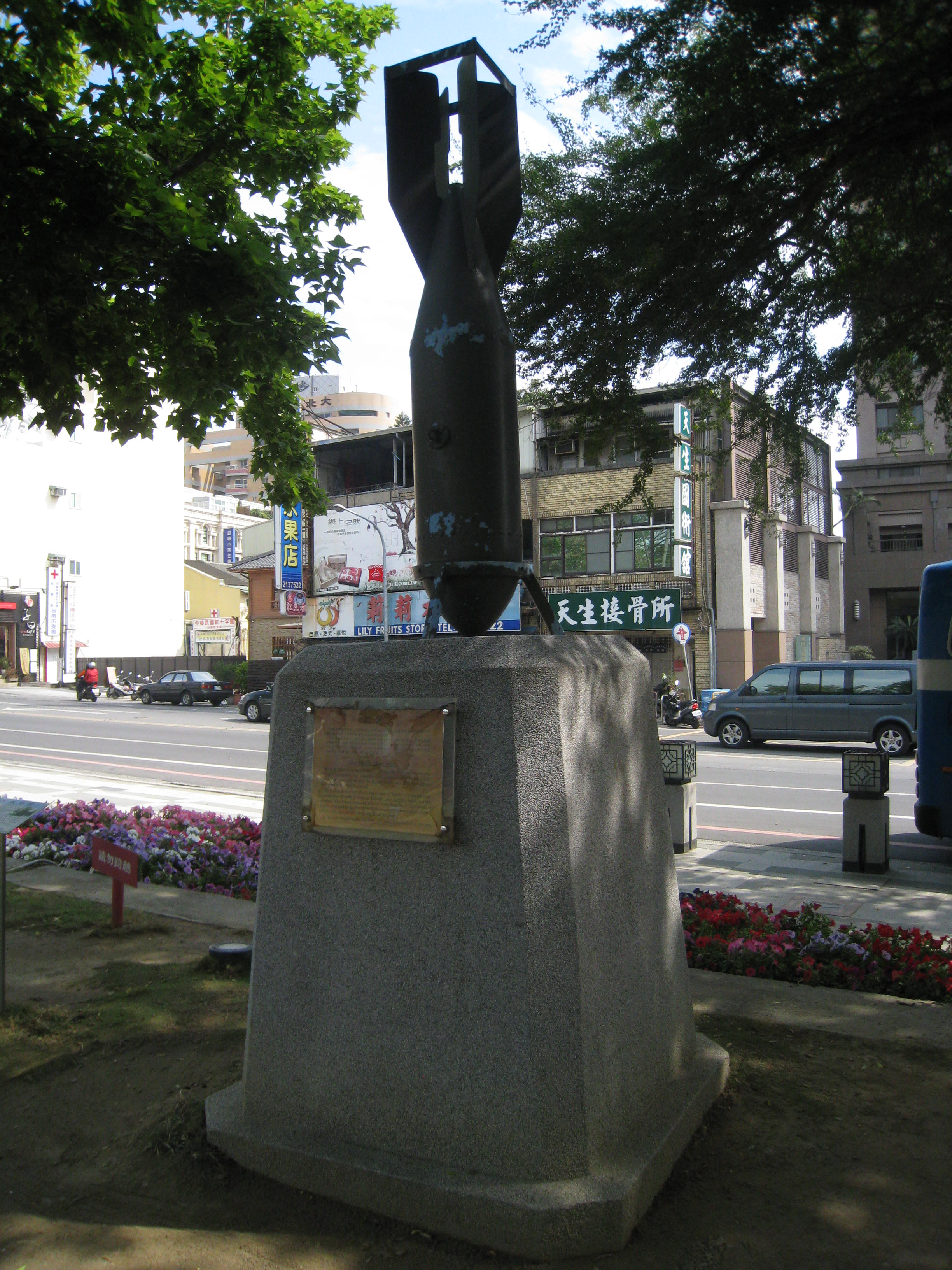
臺南神社外苑炸彈模型

忠義國小操場府前路旁的炸彈模型，根據昭和15年（1940年）10月16日的《臺灣日日新報》的報導，是台灣的海軍軍人（軍屬）及在鄉海軍將為了慶祝皇紀二千六百年（1941年），向臺灣神社、建功神社、基隆神社、新竹神社、臺中神社、臺南神社、高雄神社、花蓮港神社、臺東神社、澎湖神社等十座神社奉獻了一百五十瓩之模型爆彈，其在10月14日已運抵高雄港，炸彈由馬公要港部工作部所製造。

### 狛犬
臺南神社有石造、青銅製之狛犬各一對，石造狛犬是1902年2月16日由植木儀三郎奉納，青銅製狛犬則是在1921年4月20日由東京大相撲協會出羽海組合獻納。前者現位於延平郡王祠，後者現位於健康路的臺南忠烈祠。

### 忠魂碑
由臺南縣知事磯貝靜藏所立的忠魂碑最初位於大北門外的練兵場，約在1903年移到御遺跡所東側。忠魂碑後來在臺南神社新建之際，約在1921年又移至台南公園西北角的大榕樹下。在1930年代，地方認為忠魂碑所在的位置常會有鳥糞、垃圾和兒童遊玩，有失忠魂碑應有的莊嚴，應移至別處設立，而此事也促成了1941年在臺南州國民道場設立忠靈塔。
此忠魂碑在2009年在台南公園中被發現，現由臺南文化資產管理處保管。

### 鳥居

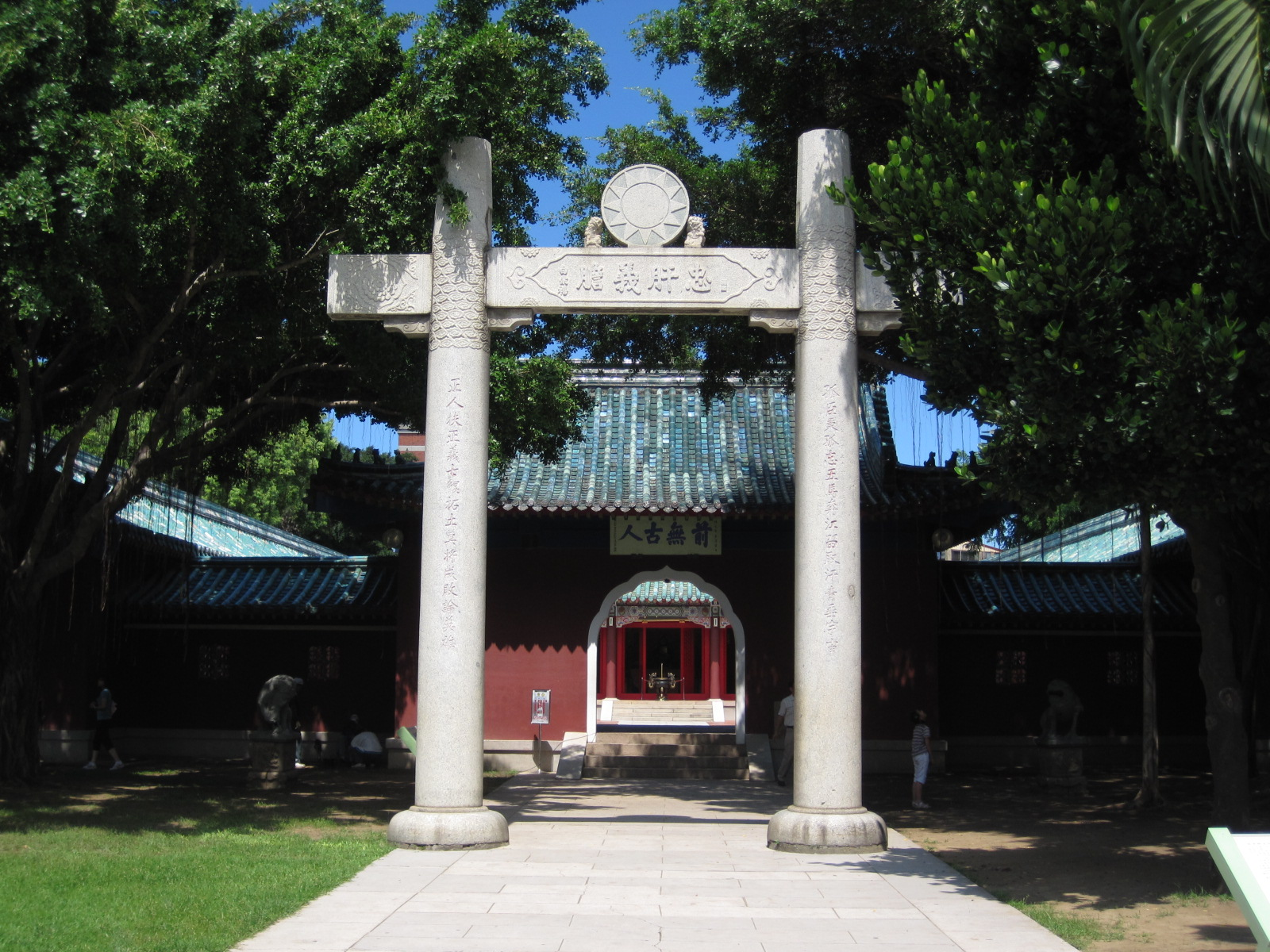
疑似臺南神社鳥居的延平郡王祠牌坊

台南神社的其中一座鳥居似乎在二戰後移到了目前延平郡王祠，據黃串條回憶，其在約1947年的參與的臺南神社鳥居搬遷工程中，將台南神社的其中一附鳥居搬至延平郡王祠的三川門前。

## 其他

### 大宮町
臺南市在1919年實施町名改正時，御遺跡所西側（今永福路二段一帶）被改為「大宮町」，分為一至四丁目。台南神社的地址是南門町二丁目1番地，神苑位於南門町和末廣町之間。

### 銅馬拆除事件
原屬臺南神社的一對銅馬，在1970年左右被遷到新的忠烈祠展示，後來在2009年時遭到拆除。據臺南市政府民政局的說法，由於忠烈祠並非指定古蹟，所以銅馬也非古物，而且銅馬由來無資料可查。此外民政局表示西側銅馬遭颱風吹倒的大樹壓壞後，為顧及安全與景觀，所以將兩隻銅馬都一起拆除，而詢問廠商後，得到兩匹馬均非銅質且無法修復的答覆，遂委由廠商處理。
對此文化界對民政局的說法與做法感到不滿且提出質疑，指出據《臺灣日日新報》記載，該對銅馬是消防組所捐贈，由日本運來臺灣，後來臺南神社改成的忠烈祠遷到健康路現址時，一起遷移過去。劉阿蘇《文獻拾穗》〈臺南神社前青銅馬不見了〉一文認為即使該銅馬未被正式指定成古物或其他文化資產，但也存在將近百年，豈無該保存、重視之理。而對於這些批評，民政局表示之後會清查轄下年代久遠的財產查，並和文化局合作共同保存。

## 相關
- 延平郡王祠（開山神社）
- 忠烈祠 (臺灣)
- 臺南市立體育館
- 臺灣神社列表

## 外部連結
- 台南市政府市政新聞－「原台南武德殿修護工程」工地意外挖掘出日治時期台南神社外苑之「成功橋」橋面板遺跡
- 臺南市政府文化觀光處——原臺南神社社務殿[永久]
- 日本九州大學非文字資料研究中心/海外神社及びその跡地に関する、当時の写真・現況写真・図面・地図など非文字資料を中心に収録・整理したものです （页面存档备份，存于）。